# Theaterverlag Hofmann-Paul

Logo des Theaterverlags Hofmann-Paul

 Der Theaterverlag Hofmann-Paul war ein in Berlin ansässiger Verlag für Theaterstücke aller Genres, Musicals und Libretti. Verlagsleiterin war Ulrike Hofmann-Paul, die den Verlag 1998 gründete. Der Verlag wurde zum 31. März 2023 aufgelöst.

## Programm
Das Verlagsprogramm umfasst überwiegend zeitgenössische Autoren und Stücke in den Genres  Schauspiel, Komödie, Kinder- und Jugendstück, Musiktheater, Libretto und Klassenzimmerstück, sowie Bearbeitungen klassischer Werke und Übersetzungen. Einen großen Teil des Programms bilden Stücke aus dem skandinavischen Raum sowie Stücke für das  Kinder- und Jugendtheater.  Der Theaterverlag Hofmann-Paul ist Mitglied der ASSITEJ Bundesrepublik Deutschland e.V., der internationalen Vereinigung des Theaters für Kinder und Jugendliche. 
Im Jahr 2008 feierte der Theaterverlag Hofmann-Paul zehntes Jubiläum. An den hierzu stattfindenden szenischen Lesungen in ganz Berlin, unter anderem in den Nordischen Botschaften, wirkten neben den Autoren auch bekannte Schauspieler wie Ingo Brosch oder Anna Brüggemann mit.

## Autoren und Komponisten im Theaterverlag Hofmann-Paul
Beim Theaterverlag Hofmann-Paul veröffentlichen u. a.:
| - Bengt Ahlfors - Tove Appelgren - Johan Bargum - Nick Barnes - Odette Bereska - Mark Catley - Mark Down | - Edith Ehrhardt - Albert Frank - Friedrich II. - Sabine Friedrich - Jonas Gardell - Margareta Garpe - Ulrich Greb | - Christina Herrström - Jakob Hirdwall - Carita Holmström - Ljiljana Jokić Kaspar - Ursula Kohlert - Margret Kreidl - Martin Kreidt | - Richard Kropf - Konrad und Ulrike Maurer - Marina Meinander - Enel Melberg - Jörg Menke-Peitzmeyer - Arlette Namiand - Lia Nirgad | - Edzard Schoppmann - Sebastian Seidel - Renatus Scheibe - Erhard Schmied - Erik Uddenberg - Lars Wernecke - Jörg Wolfradt |